# Scheur
Lo Scheur (tradotto in italiano: strappo) è un fiume del delta del Reno, della Mosa e della Schelda nei Paesi Bassi che scorre nei pressi della città di Rotterdam. Il fiume, lungo 13 chilometri, nasce alla confluenza tra Nieuwe Maas e Oude Maas presso Vlaardingen e termina nel Nieuwe Waterweg presso Maassluis.
Originariamente, lo Scheur era il ramo settentrionale della Nieuwe Maas intorno all'isola di Rozenburg. Curvava verso sud qualche chilometro dopo Maassluis per riunirsi nuovamente alla Nieuwe Maas nell'estuario di Maasmond (Bocca della Mosa) presso Brielle. Quando il Nieuwe Waterweg fu completato nel 1872, lo Scheur ebbe una propria uscita a mare canalizzata attraverso il Nieuwe Waterweg.

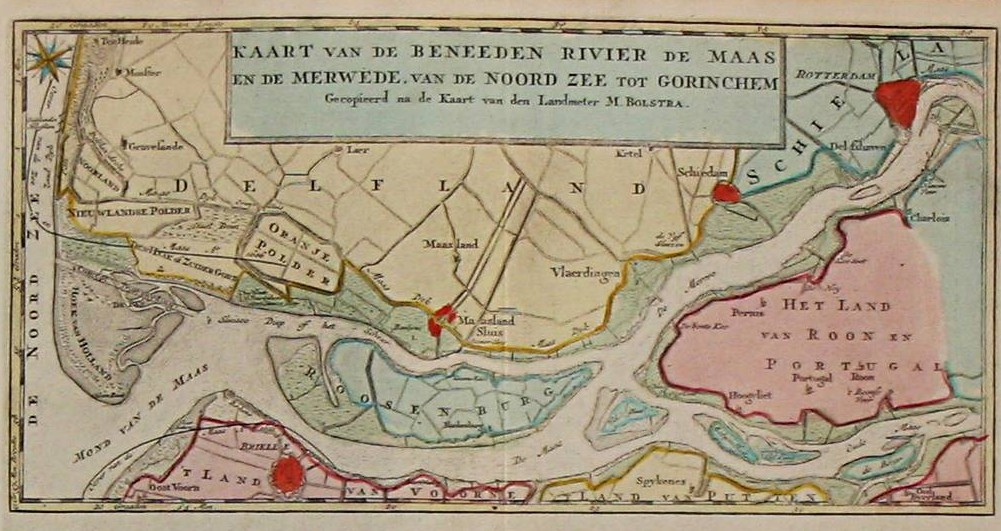
Lo Scheur e la Nieuwe Maas nel 1769.